# Cyrtopholis jamaicola
Cyrtopholis jamaicola là một loài nhện trong họ Theraphosidae.
Loài này thuộc chi Cyrtopholis. Cyrtopholis jamaicola được Embrik Strand miêu tả năm 1908.